# Camillorè
I Camillorè sono un gruppo musicale italiano che spazia tra il rock e il teatro canzone formato da Davide Ceddìa, voce e chitarra, Roberto Baratto alla tastiera e alla fisarmonica, il batterista Giuseppe Santorsola e il bassista Gerardo Antonacci. Ambientano le loro storie musicali nell'immaginario regno di Sghisghigno.

## Storia
Formatisi sul finire del 2005 con il nome "Metafora", già dall'anno seguente cominciano a girare l'Italia partecipando a numerosi festival musicali. Nel 2007 vanno in rotazione su Radio Rai Uno all'interno di Demo, programma radiofonico ideato da Michael Pergolani e Renato Marengo.
Dalla primavera del 2007 cambiano il loro nome in Camillorè, continuano la propria attività di concerti live e conquistano alcuni premi musicali tra cui il festival Giovani Suoni.
Dopo alcuni cambi di formazione, pubblicano nel 2009 il primo disco
in studio Non mordete le ali alla cicogna (S.Muzik).
Suonano in tre edizioni consecutive del MEI, Meeting delle Etichette Indipendenti di Faenza. 
Nel 2010, dopo la vittoria del contest Primo maggio tutto l'anno, si esibiscono sul palco di Piazza San Giovanni a Roma, assieme ad altri due gruppi vincitori della rassegna. 
Nello stesso anno i Camillorè prendono parte a numerosi eventi musicali (tra i quali Acqua in Testa, Arè Rock, Med Fest, Lamezia Rai Demo Fest), e aprono i concerti di Gogol Bordello, Bandabardò, Roy Paci, Punkreas, Eugenio Bennato, Niccolò Fabi, Ron, Bisca e Goran Kuzminac.
Suonano, come ospiti, in diretta televisiva, durante E Diela Shqiptare, trasmissione albanese condotta da Ardit Gjebrea. 
Nel 2011 prendono parte a Bari In Jazz e poi vincono il premio Medimex indetto da la Repubblica XL e Puglia Sounds con il brano in vernacolo barese "La Nònne", il cui video clip è tra i finalisti PIVI del 2012.
Durante l'estate dello stesso anno, si aggiudicano il "Best Performer" al Sele d'Oro di Oliveto Citra.
Nel 2012 pubblicano, su etichetta Otrlive e con distribuzione Universal Music, il loro secondo disco
Graffi e Perle.  L'album conta la presenza di due affermati jazzisti pugliesi come il sassofonista Roberto Ottaviano e il pianista e fisarmonicista Livio Minafra.
Agli inizi del 2013 firmano la colonna sonora di Teresa dondolava, cortometraggio di Ferrante-Firinu,
basato su un racconto dello scrittore Nicky Persico. 
Dopo l'apertura live, a Bari, agli Asian Dub Foundation, prendono parte con Roy Paci, Lo Stato Sociale, Offlaga Disco Pax e Andrea Appino al Premio Maggio, un'iniziativa della CGIL, trasmessa in diretta tv sul canale TG Norba 24.
Nel luglio del 2013 assieme ad altri artisti, tra cui Francesco Baccini, per la rassegna Jail House Tour
, organizzata da Demo Rai e seguita da RaiNews24, suonano all'interno del carcere di Sollicciano.
Alla fine dell'estate dello stesso anno, con il supporto di Puglia Sounds, esce Il Kaos della Solitudine, terzo lavoro ufficiale della band. Il disco è pubblicato e distribuito da Materiali Musicali, etichetta di Giordano Sangiorgi, fondatore del Meeting delle Etichette Indipendenti. Alla lavorazione del disco partecipano anche Roberto Ottaviano, Improbabilband e il maestro Michele Jamil Marzella.
Nel gennaio del 2015 vincono il primo premio (nella sezione band) al Festival Pub Italia 2014 tenutosi presso il Palacultura di Messina.
Nell'aprile del 2015 si esibiscono al PalaLottomatica di Roma in apertura a Caparezza. 
Nel 2018 vanno in scena in anteprima al Nuovo Teatro Abeliano con l'inedita opera teatrale "River. Antologia di un viaggio".

## Formazione
- Davide Ceddia (voce e chitarra)
- Giuseppe Santorsola (batteria)
- Gerardo Antonacci (basso)
- Roberto Baratto (tastiera e fisarmonica)
- Roberto D'Elia ( chitarra, ex componente)
- Marco Malasomma (batteria, ex componente)
- Luca Antonazzo (sax, ex componente)
- Gianpiero Fortunato (chitarra, ex componente)
- Marco De Michele (basso, ex componente)

## Discografia
- 2009 - Non mordete le ali alla cicogna (S.Muzik)
- 2012 - Graffi e Perle (Otrlive / Universal Music)
- 2013 - Il Kaos della Solitudine (Materiali Musicali)

## Opere Teatrali
- 2018 - River. Antologia di un viaggio (D.Ceddia)

## Colonne sonore
- 2012 - Teresa dondolava, di Andrea Ferrante e Caterina Firinu

## Singoli e Videoclip Ufficiali
- 2012 - Graffi e perle (regia Marco Gernone)
- 2012 - La Nònne (regia Marco Gernone)
- 2012 - Stequattromura (regia Marco Gernone)
- 2012 - Suono il Piangoforte a coda (regia Marco Gernone)
- 2013 - Teresa dondolava (regia Andrea Ferrante)
- 2013 - L'orologio di Ulisse (Camillorè feat. Improbabilband) (regia Marco Gernone e Andrea Ferrante)

## Compilation
- 2008 - Compilation Giovani Suoni con il brano "Il Socratico Kazoo"
- 2010 - Il premio dei Premi ( prodotto da Toast Records) con il brano "Non mordete le ali alla cicogna"
- 2011 - Puglia Sounds Now (in allegato a la Repubblica XL) con il brano "La Nònne"